# Novembre 1990

## Événements

### Dimanche4 novembre 1990
- Guerre du Golfe : James Baker entame une tournée de 7 jours en Europe, au Proche-Orient et en Union soviétique. Il négocie avec Mikhaïl Gorbatchev sa neutralité contre la promesse de nouvelles aides économiques et l'assurance de la non-ingérence américaine dans le règlement des revendications d'indépendance dans les Pays baltes et dans les pays du Caucase.
- Formule 1 : Grand Prix automobile d'Australie.

### Lundi5 novembre 1990
- Des milliers de témoins observent d'étranges lumières en forme de triangle dans le ciel européen. L'hypothèse d'OVNI est avancée par les médias. Selon le CNES il s'agirait de la rentrée atmosphérique de débris d'un troisième étage de fusée soviétique Proton à une altitude de 90 à 50 kilomètres et à la vitesse de 7 à 2 kilomètres par seconde.

### Jeudi8 novembre 1990
- Guerre du Golfe :
  - Le président George H. W. Bush, convaincu que Saddam Hussein ne reculerait pas devant une force défensive, annonce le doublement des effectifs de l'opération « Bouclier du désert » dans les deux mois, soit 450 000 soldats opérationnels, 1 200 chars et 1 500 avions.
  - La Grande-Bretagne annonce porter ses effectifs de 8 000 à 30 000 soldats placés sous le commandement d'un héros de la guerre des Malouines, le général Peter de la Billière.

### Vendredi9 novembre 1990
- Guerre du Golfe : James Baker rencontre le président russe Mikhaïl Gorbatchev dans sa datcha des environs de Moscou. Au sujet de la résolution de l'ONU, Gorbatchev dit : « Si ce vote passe et si Saddam ne plie pas, vous comprenez qu'il vous faudra y aller », ce à quoi Baker répondit « Nous comprenons ».

### Lundi12 novembre 1990
- France : manifestation de 100 000 lycéens à Paris, suivie de scènes d'émeutes.
- Japon : couronnement de l'empereur Akihito au Japon, qui succède à son père l'empereur Hirohito.

### Mardi13 novembre 1990
- Albanie : évolution « démocratique » en Albanie (Ramiz Alia).
- le physicien britannique Tim Berners-Lee met en ligne la première page web de l’histoire : http://nxoc01.cern.ch/hypertext/WWW/TheProject.html

### Mercredi14 novembre 1990
- Accord frontalier entre la Pologne et l'Allemagne réunifiée, qui reconnaît la ligne Oder-Neisse.
- Union soviétique : le maréchal Sergueï Akhromeïev, conseiller militaire du président Mikhaïl Gorbatchev prévient que l'armée rouge maintiendra l'intégrité territoriale de l'URSS.

### Vendredi16 novembre 1990
- Sortie du film Maman, j'ai raté l'avion !
- Institution en France de la contribution sociale généralisée (CSG).

### Lundi19 novembre 1990
- CSCE : sommet de la CSCE à Paris : « Yalta s'est terminée ce jour même » (François Mitterrand).

### Jeudi22 novembre 1990
- Guerre du Golfe : le président George H. W. Bush fête le Thanksgiving Day, avec son épouse Barbara Bush, sur le terrain, avec les boys, et assiste à un office d'action de grâces sur un bâtiment au large de l'Arabie saoudite, et déclare : « La liberté et la prospérité dont nous rendons grâces à la Providence sont des motifs de joie, mais aussi notre responsabilité ». Sur le chemin du retour, vers les États-Unis, il rencontre le roi d'Arabie Fahd, le président égyptien Hosni Moubarak et le président syrien Hafez el-Assad (à Genève).

### Samedi24 novembre 1990
- France : adoption par l'Assemblée nationale d'un nouveau statut pour la Corse.

### Mardi27 novembre 1990
- Royaume-Uni : John Major succède à Margaret Thatcher en tant que premier ministre britannique, devançant ses rivaux Douglas Hurd et Michael Heseltine.

### Jeudi29 novembre 1990
- Guerre du Golfe : le Conseil de sécurité de l'ONU vote la résolution 678 qui rend légitime l'emploi de la force contre l'Irak, et fixant au 15 janvier 1991, minuit, l'ultimatum après lequel les membres des Nations unies seront habilités à contraindre par la force les troupes irakiennes à évacuer le Koweït occupé.

### Vendredi30 novembre 1990
- Guerre du Golfe : le président George H. W. Bush tente une initiative diplomatique en proposant au ministre irakien des Affaires étrangères, Tarek Aziz, de le rencontrer à la Maison-Blanche, puis d'envoyer James Baker rencontrer Saddam Hussein à Bagdad. Cette initiative débouchera seulement sur une rencontre à Genève le 9 janvier 1991 entre James Baker et Tarek Aziz.

## Naissances
- 1er novembre : 

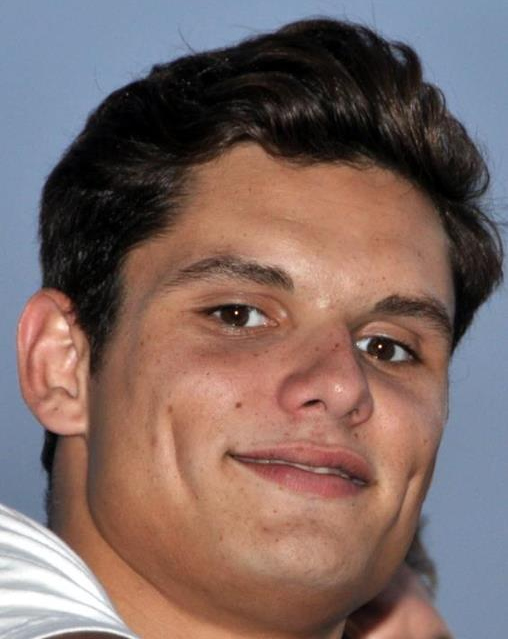
Florent Manaudou, né le 12 novembre

  - Sébastien Corchia, footballeur français.
  - Tim Frazier, joueur de basket-ball américain.
  - Simone Giertz, humoriste suédoise.
- 2 novembre : 
  - Christopher Dibon, footballeur autrichien.
  - Kendall Schmidt, acteur, danseur et chanteur américain.
- 3 novembre :
  - Candy Ming, actrice, plasticienne, chanteuse et écrivain française.
  - Ivo Pękalski, footballeur albanien.
- 6 novembre :
  - Patricia Apolot, kickboxeuse ougandaise.
  - Sam Dower, basketteur américain.
  - Jiloan Hamad, footballeur suédois.
  - Mélissa Nkonda, chanteuse française d'origine algérienne et camerounaise.
  - André Schürrle, footballeur allemand, champion du monde de football 2014.
  - Cédric Yambéré, footballeur français.
  - Dorothea Barth Jörgensen (en), mannequin suédoise.
  - Kris Wu (Lǐ Jiāhéng (李嘉恒), dit), acteur, rappeur, chanteur et modèle sino-canadien.
- 7 novembre : David de Gea, footballeur espagnol.
- 12 novembre : Florent Manaudou, nageur professionnel français.
- 16 novembre : Praouda, chanteur béninois († 26 décembre 2024).
- 18 novembre : Arnett Moultrie, basketteur américain.
- 20 novembre :
  - Mark Christian, cycliste britannique.
  - David Washington, joueur de baseball américain.
- 23 novembre : Saku Koivu, hockeyeur finlandais
- 25 novembre : Ado Pharaon, hypnotiseur français
- 28 novembre : Edis, chanteur turc.
- 29 novembre : 
  - Blake et Dylan Tuomy-Wilhoit, acteurs américains.
  - Harnaam Kaur, mannequin, conférencière et femme à barbe britannique
- 30 novembre : Magnus Carlsen, joueur d'échecs norvégien

## Décès
- 5 novembre : Raymond Oliver, cuisinier français (° 29 mars 1909).
- 18 novembre : Ludwig Marmulla, politique allemand et résistant au nazisme (° 6 février 1908).
- 23 novembre : Roald Dahl, écrivain britannique d'origine norvégienne, à l'âge de 74 ans.
- 27 novembre : Ossip Lubitch, peintre russe (° 6 décembre 1896).
- 28 novembre : Władysław Rubin, cardinal polonais, préfet de la Congrégation pour les Églises orientales (° 20 septembre 1917).
- 30 novembre : Octavio Antonio Beras Rojas, cardinal, archevêque de Saint-Domingue (° 16 novembre 1906).